# Código del Trabajo de Chile de 1931
El Código del Trabajo de la República de Chile de 1931 fue un cuerpo legal que contuvo sustancialmente las normas sobre el trabajo que rigieron en Chile, por un período de 50 años, hasta 1978. Fue elaborado por la necesidad de refundir en un solo texto todas las leyes laborales existentes en la época, y de esta manera facilitar su consulta, aplicación y cumplimiento.
Fue promulgado el 13 de mayo de 1931, mediante el decreto con fuerza de ley n.º 178, del Ministerio de Bienestar Social, por el presidente Carlos Ibáñez del Campo, y publicado en el Diario Oficial el 28 de mayo del mismo año. Entró en vigencia seis meses después de su publicación. Estaba compuesto de 576 artículos, distribuidos en 5 libros.
El Código del Trabajo de 1931 fue objeto de múltiples reformas durante la dictadura militar, así el llamado "Plan Laboral" a través de Decretos Leyes, fijo modificaciones al cuerpo normativo, en particular, el Decreto de Ley N° 2.200 de 1978 eliminó antiguas protecciones que tenían los trabajadores, flexibilizando los contratos de trabajo, estimulando, a la manera neoliberal, la contratación de trabajadores; asimismo, ocho nuevos Decretos Leyes, durante el año 1979, fueron cambiando la fisionomía de diversos libros y títulos del Código, en particular los referidos a las organizaciones sindicales; luego este Código de 1931, fue derogado por la ley 18.620 que fue publicada el 6 de julio de 1987; posteriormente el 24 de febrero de 1994 se publicó el D.F.L. N° 1 del trabajo, el cual dejó sin vigencia al último publicado hasta la fecha. Este a su vez fue remplazado en el año 2001, mediante el D.F.L. N° 1 del trabajo, que refunde, coordina y sistematiza estas materias, siendo publicado el en Diario Oficial el 16 de enero de 2003.

## Antecedentes
En un principio, la actividad laboral se reguló a través del Código Civil, pues “contempló en el título XXVI del libro V, en los párrafos 7° “Del arrendamiento de criados domésticos”; 8° “De los contratos para la confección de una obra material” y 9° “Del arrendamiento de servicios inmateriales”, los que establecían normas como el desahucio, causales de terminación del contrato, duración del mismo, entre otras normas. A su vez, el Código de Comercio también reguló ciertas materias laborales, en consecuencia “incorporó normas sobre los hombres de mar y los agentes de comercio y empleados dependientes de comercio” y por otro lado, el Código de Minería también aportó en cuanto poseía normas que tenían relación con los trabajadores que se desempeñaban en esta área.
Luego, producto del auge de las salitreras en el norte del país se produce una nueva etapa, caracterizándose esta “por las desmedradas condiciones de vida de los trabajadores, el desarrollo de su incipiente organización sindical y el nacimiento de las movilizaciones obreras”, entre las que se pueden nombrar: “Los obreros salitreros de Tarapacá que solicitaban el pago en moneda estable y medidas de seguridad (1917); Los obreros de ferrocarriles en Antofagasta que reclamaban una hora y media para almorzar (1906); huelga de obreros marítimos en Valparaíso; obreros del carbón en Lota, Coronel y Schwager y de los obreros frigoríficos en Magallanes, etc.” Los acontecimientos antes mencionados produjeron que se dictaran leyes sociales tales como: “Ley 1838, sobre Habitaciones Obreras; Ley 1990, sobre descanso dominical (1907); Ley 2951, Ley de la silla (1914); Ley 3170, sobre indemnizaciones por accidentes del trabajo (1916); Ley 3186, sobre salas cunas (1917), etc.”
Otro importante suceso que influyó en el desarrollo del Derecho al Trabajo en Chile fue la incorporación de este a la Organización Internacional del Trabajo, el 9 de octubre de 1919. Siendo dicha organización junto con Alessandri y los militares, en el siglo XIX y XX, precursora de la dictación de normas relacionadas con el trabajo y el ámbito social.
El 8 de septiembre de 1924 se lleva a cabo “la dictación de una serie de leyes denominadas “sociales”, producto de una rebelión militar y que tiene su antecedente directo en el proyecto de Código del Trabajo enviado al Congreso Nacional por el presidente Alessandri Palma en el año 1921 y que buscaba dar cuenta de las convulsiones sociales de la época”.

## Génesis

### Intentos previos
Desde 1920 en adelante, la clase media avanza con propiedad dentro del mundo laboral, dando un vuelco con una tendencia más intelectual, con una industria más modernizada y que finalmente se presenta dentro de la administración pública y en el gobierno además de una presión política por parte del movimiento obrero nortino liderado por Luis Emilio Recabarren y al mismo tiempo una influencia internacional concebida por la revolución industrial de fines del siglo XVIII comienzos del siglo XIX, donde el ataque hacia el obrero no era penalizado o juzgado de una manera correcta por el gobierno.
En 1924, con el llamado “movimiento militar” o también denominado "ruido de sables", el cual de una manera imperativa, forzó al Congreso a instaurar ciertas leyes con fines sociales en pos de los trabajadores de la manera más inmediata, las mismas que fueron desarrolladas en el código de trabajo de 1931, el que había sido presentado por senadores conservadores. Entre los temas tratados estaban: Seguro obrero, accidentes del trabajo, previsión de los empleados particulares y sindicatos industriales.
Aunque algunas de estas leyes hicieron cambiar la normativa interna de muchas empresas obreras, el alcance nacional del texto jurídico fue un gran logro, debido a que ya desde 1912 el partido laboral había planteado la creación de una "cámara del trabajo", en la que estén de alguna manera representados los trabajadores, con diversas oficinas y una complejidad en la institución de manera que estuviera en toda la República y así atender a las necesidades de los trabajadores de toda la nación con fin de estudiar los conflictos suscitados entre el trabajador y su jefatura, ya que también existían distintos dilemas provenientes del capitalista dueño de la obra.

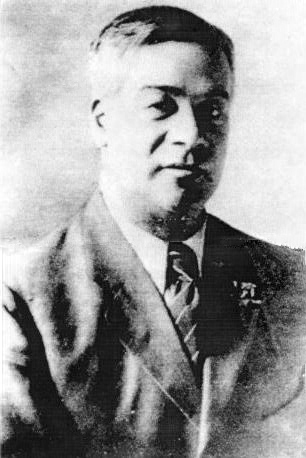
Luis Emilio Recabarren.Luchador social, participante del Partido Demócrata y la Federación Obrera de Chile.

Dentro de las creaciones que se pedía desde los sindicatos para el código del trabajo y la cámara estaban: reglamentación y fiscalización del trabajo por obreros nombrados de distintos gremios, fijación del trabajo y del salario mínimo, responsabilidades de los patrones, garantizadas por el Estado en los accidentes del trabajo, pensión a los ancianos e inválidos, supresión del trabajo de la mujer en las noches, o en los meses de embarazo así como del niño analfabeto, fundación de medios obreros con transportes, creación de casas de maternidad para los niños que tengan que dejarse abandonado por las madres durante las horas del trabajo o por desgracia, derecho a sindicalizarse en virtud de una unidad de producción donde por lo menos trabajen 25 personas, derecho a huelga y un sistema de resolución de conflictos de manera pacífica entre empleador y obrero.
Arturo Alessandri Palma preparó un proyecto de código, que es el primer antecedente de una recopilación de normas de este género. Lo redactó en su mayoría Moisés Poblete Troncoso con la cooperación de Claudio Arteaga y otros intelectuales jóvenes. Fue enviado al Congreso en el año 1921 con las firmas del propio presidente Alessandri y de su ministro del interior, Pedro Aguirre Cerda. Este proyecto no prosperó en los años siguientes, debido a que un grupo adversario a este lo retuvo, creándose una efervescencia política y social.

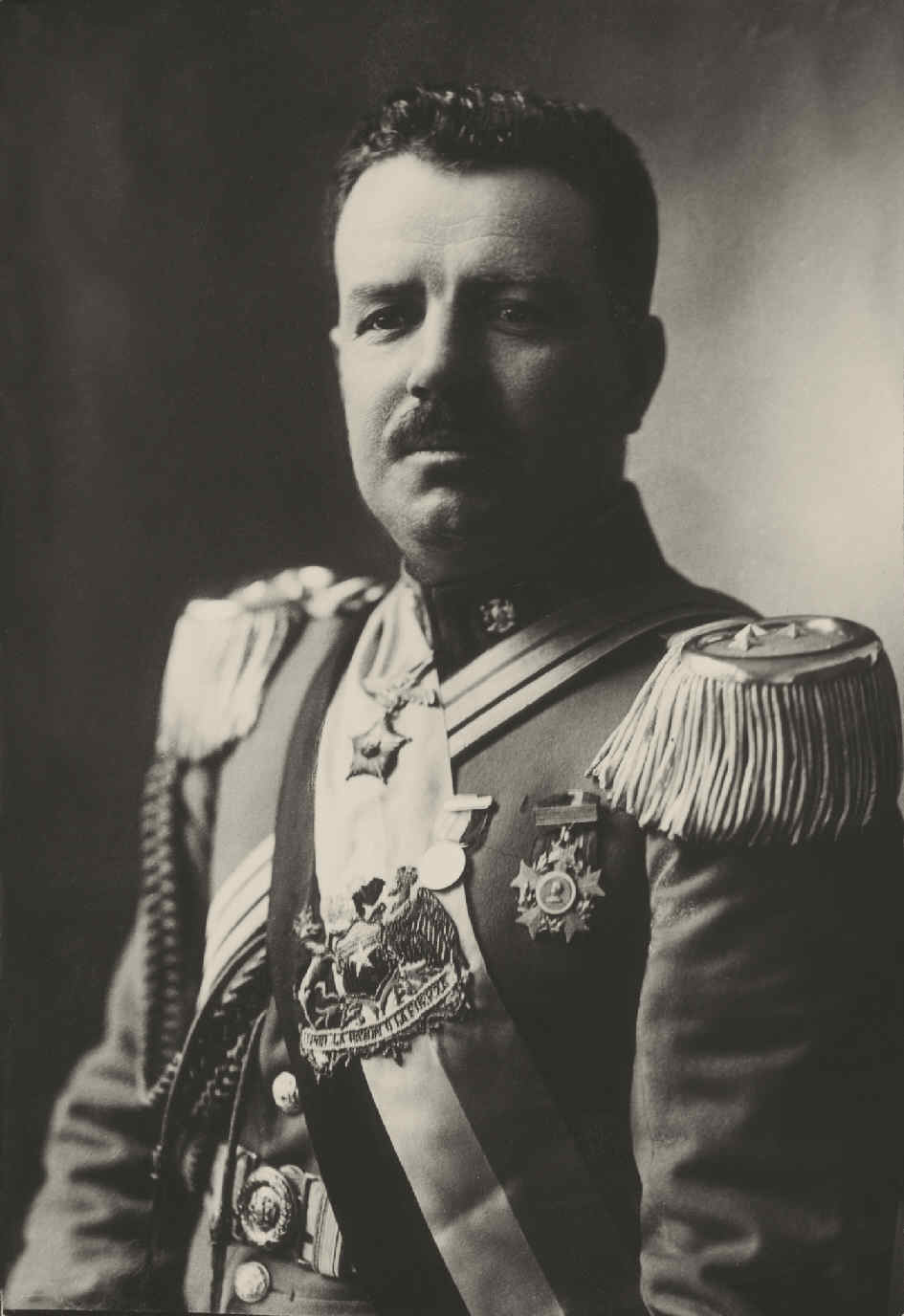
Carlos Ibáñez del Campo presidente de la República durante la creación del Código del trabajo.

El 5 de septiembre de 1924 se inició un movimiento militar encabezado por el Mayor de Ejército, Carlos Ibáñez del Campo, quien hizo eco del sentido anhelo de dictar una legislación social y forzó ese año al poder legislativo a despachar sin debate diversas leyes, en su mayor parte del proyecto de Código del Trabajo presentado pocos años antes por los senadores conservadores. Este movimiento pidió al presidente y exigió al Congreso la dictación de este Código. El presidente Alessandri aceptó pues esta petición ya que iba a favor de sus propósitos. En cuanto al Congreso, este aprobó, en unos cuantos minutos, la legislación desgajada del Código luego del afamado “Ruido de sables”, en el mismo estado en el que se encontraba, el 8 de septiembre de 1924.

### Proyecto
En 1930 Ibáñez del Campo, presentó un proyecto de Código del Trabajo ante el Congreso, el que refundió en un solo texto las leyes vigentes, agregando correcciones. Este proyecto no llegó a discutirse en el parlamento como consecuencia de la amplísima facultad que delego el Congreso Nacional en el Ejecutivo, a través de la Ley 4945 de 19 de febrero de 1931 para legislar mediante Decretos con Fuerza de Ley, Finalmente y luego de una presión social fuerte se dicta el Decreto con Fuerza de Ley N° 178, promulgado el 13 de mayo de 1931, el cual se convirtió en el primer Código de Trabajo en Chile. Modificó más aún la legislación chilena del momento pasando, según historiadores, del "sindicalismo libre" (que se caracterizó por ser inaugurada en el siglo XX por las mancomunadas y sociedades de resistencia) al "sindicalismo legal", el cual se singularizó por la aceptación de leyes que sistematizaban y reglamentaban así mismo el funcionamiento del sindicato y las limitaciones de la huelga.

### Promulgación, Publicación y Entrada en vigencia
La promulgación del Código del Trabajo fue el 13 de mayo de 1931, publicándose en el Diario Oficial el 28 de mayo del mismo año, para entrar en vigencia seis meses después, tras un lapso de tiempo durante el cual existieron variados movimientos y luchas por parte de distintos grupos sociales -en especial por parte de los mismos obreros- quienes obligaron el reconocimiento de las -en ese entonces- denominadas leyes sociales. Ésta se llevó a cabo en un solo cuerpo, en donde se plasmaron leyes tales como:
- la número 2951 del año 1915 sobre sillas en establecimientos comerciales
- la número 3321 del año 1917 sobre descanso dominical
- la número 3915 del año 1923 sobre peso máximo de sacos de carguío
- la número 4053 del año 1924 sobre el contrato de trabajo
- la número 4055 del año 1924 sobre accidentes del trabajo
- el decreto ley 442 del año 1925 sobre protección a la maternidad obrera y salas cunas
- el decreto ley 772 del año 1925 sobre trabajo a bordo de naves de la Marina Mercante, entre otras.[13]

## Estructura del Código del Trabajo
El texto legal de 1931 está constituido por cuatro libros:
Libro I: Del Contrato de Trabajo :
Trata básicamente de este contrato (de trabajo) con los obreros de toda especie, con los empleados particulares y del contrato de embarco.
- Título I: Disposiciones generales
- Título II: Del contrato para obreros
- Título III: De las condiciones generales de vida y de trabajo en las empresas industriales
- Título IV: Del contrato para empleados particulares
- Título V: Del contrato del embarco de los oficiales y tripulantes de las naves de la Marina Mercante Nacional

Libro II: De Protección de Obreros y Empleados en el Trabajo:
Considera principalmente la indemnización por accidentes del trabajo, y regla asimismo la protección a la maternidad, el descanso dominical, el trabajo en las panaderías, etc.
- Título I: Disposiciones generales
- Título II: De los accidentes del trabajo
- Título III: De la protección a las madres obreras
- Título IV: Del descanso dominical y en días feriados
- Título V: Sobre las sillas en los establecimientos comerciales e industriales
- Título VI: Del peso de los sacos de carguío por fuerza del hombre
- Título VII: Del trabajo en las panaderías

Libro III: De las Organizaciones Sindicales:
Este libro versa sobra las Organizaciones sindicales, comprende a los sindicatos, tanto industriales como profesionales, y la participación en los beneficios a obreros sindicalizados; reglamenta asimismo a los sindicatos obreros agrícolas.
- Título I: De la organización sindical
- Título II: Del sindicato industrial
- Título III: Del sindicato profesional
- Título IV: De las sanciones

Libro IV: De los Tribunales y de la Dirección General del Trabajo:
Este texto legisla en materia de tribunales del trabajo y de sus procedimientos y recursos, conflictos colectivos conciliación y arbitraje.
- Título I: De la judicatura del trabajo
- Título II: De los conflictos colectivos
- Título III: De la Inspección General del Trabajo
- Título Final.[17]

## Reformas
El código del trabajo de 1931 “mantuvo su estructura básica por más de 50 años: hasta el 15 de junio de 1978”, pero esto no implica que durante este largo periodo de vigencia “no se dictaran innumerables leyes que modificaron sus disposiciones o regularon instituciones no complementadas en dicho cuerpo legal”. Dentro de las disposiciones más relevantes se pueden nombrar: “Ley 6020, de 1937, sobre empleados particulares; la Ley 6174 de 1938, sobre medicina preventiva; la Ley 6938, de 1941, sobre gratificación; la Ley 16455, de 1966, sobre estabilidad relativa en el empleo; Ley 16625, de 1967, sobre sindicalización campesina; el D.F.L n° 2, de 1967 que establece el estatuto orgánico de la Dirección del Trabajo; la Ley 16744, de 1968, sobre accidentes del Trabajo y Enfermedades profesionales; etc”.
El periodo militar “se caracteriza por una tendencia constante y progresiva a la desregulación normativa”. Lo anterior se puede vislumbrar en “el denominado “plan laboral”, que fue un conjunto de disposiciones que sustituyeron por completo las normas sociales contenidas en el Código del Trabajo de 1931: Decreto Ley 2200, de 1978, sobre contrato de Trabajo y la protección de los trabajadores; Decreto Ley 2756, de 1979, sobre organizaciones sindicales; Decreto Ley 2.758, de 1979, sobre negociación colectiva; Decreto Ley 3648, de 1981 y la Ley 18510 sobre Judicatura Laboral y Procedimiento”. Dentro de este periodo “en el año 1987, por ley 18620, se aprueba el Código del Trabajo, que refunde una gran cantidad de disposiciones legales laborales”.
En el año 1990, con la llegada de un nuevo gobierno, se llevó a cabo “la dictación de una serie de leyes que modifican la normativa vigente, entre ellas la Ley 19010, sobre terminación del contrato de trabajo y estabilidad en el empleo; Ley 19049, sobre organizaciones sindicales; y la Ley 19069, sobre negociación colectiva”. Luego en el año 1993 “se dicta la ley 19250 que modifica distintas normas del Código del Trabajo y establece normas sobre procedimiento laboral”.
En el año 1994, se dictó un Decreto con Fuerza de Ley, el número 1, para la publicación de un nuevo Código del Trabajo, que fue nuevamente reformado en 2003 mediante otro Decreto con Fuerza de Ley. Aquel último texto refundido, coordinado y sistematizado es el que actualmente rige en Chile.

## Importancia en el Ordenamiento Jurídico
El Código del trabajo de 1931 fue dictado a partir de manifestaciones y una gran presión social por lo cual su principal sentido es precisamente ese, la labor social. Se encontraba en un contexto histórico en el cual la legislación chilena "era abundante, pero demasiado confusa, desordenada y hasta contradictoria" por lo tanto resulta evidente el gran valor de su creación en esta situación, además de que posterior a la promulgación las relaciones entre trabajadores y empresarios fueron reguladas por el Código y diversas normas complementarias.
No está de menos decir que las primeras leyes sociales se consolidan como modelo normativo en la promulgación de esta reglamentación jurídica, el cual tiene como uno de los fines principales asegurar la vida del trabajador. "Se redactó conforme a los principios de la organización internacional del trabajo y no conforme a la tradición organizativa del movimiento popular chileno"
aunque si bajo su presión, asimismo buscó organizar pragmáticamente lo esencial en lo que a trabajo respecta teniendo el primer documento jurídico tangible bajo el cual podía regirse en tiempos en que básicamente se regulaba por reglamentos pequeños e interiores de cada empresa creando así una solución legislativa al país y a la sociedad laboriosa, esto aumenta considerablemente su importe si tenemos en cuenta que la convergencia entre los trabajadores, los empresarios y el gobierno es clave para seguir profundizando en la modernización económica del país, por lo que este código marcó un hito en su creación. Otro punto a favor fue su duración de 50 años en el ordenamiento jurídico chileno.
Otro que fue gran ganador después de la promulgación del Código fue el sindicato, el cual "se quintuplicó pasando de 421 (1932) a 2382 (1966), mientras el número de afiliados subió de 54801 a 317352 superando lejos la sindicalización industrial a la profesional y a la agrícola", estos mismos gremios y organizaciones fueron la base para la creación de la CUT en 1953.
Con la entrada en vigencia del código del trabajo comenzó una época llamada “sindicalismo legal”, esta se caracterizó por una legislación proteccionista hacia el obrero, la gran aceptación de normas que tuvieran relación con el trabajador y que se hicieron cada vez más específicas con el pasar del tiempo, el sindicato y donde el estado establece limitaciones hacia los empresarios con respecto a los trabajadores, siendo así un ente regulador.
Cumpliendo este rol el Estado, el periodo que abarca entre 1931 y 1973 se identificó también con una gran estabilidad en lo que son los puestos de trabajo, definiendo una estrategia para actuar dentro de un Estado docente, industrializador, urbano, que potencia los grupos intermedios conjunto a los proyectos industriales (estableciéndose la CORFO) y teniendo como amparo la norma legal creada en 1966 llamada “Ley de inmovilidad”, que impide despedir a los trabajadores si no existía una causa justa y determinada.
En 1948 se reagrupan nuevas leyes las que se suman al Código, modificándolo de una manera formal lo que conllevará a un documento jurídico mucho más ordenado.
La sindicalización de este periodo trabajaba en base al 55% legal, es decir si se cumplía este porcentaje dentro del sindicato, este adhería a todos automáticamente, por lo cual creaba una afiliación y un pago de cuotas obligatorios.
Con la instauración del primer Código del Trabajo en 1931 comienza una nueva etapa "por primera vez encontramos una legislación surgida en Chile que tiende a proteger al trabajador", indica Gabriel Salazar (Premio nacional de historia). M.A. Illanes, agrega se genera entonces un movimiento de profesionales:
"Lo que yo llamo la inteligencia lucida que viene tanto de la clase media como de la élite y ve en la cuestión social un problema insostenible". El Estado liberal se transforma en uno asistencial. El enfoque asistencialista también se verifica a través de la solidaridad caritativa, y una cantidad de organizaciones católicas que la promueven: "La ayuda se concentra en torno a la mujer que vive la crisis junto a sus hijos, mientras que el hombre se emborracha, pelea a cuchillos o esta en el Sindicato".
"Por eso la mujer pobre va a llenar la iglesia, va a votar católico, va a votar derecha y no marxista", afirma Salazar. (Cuando los pobres son protagonistas- Gabriel Salazar V.)
Salazar también hace mención de la entrada en vigencia del código en el momento en que escribe "Entre 1931 y 1945, aproximadamente, el proletariado industrial, junto a otros trabajadores (empleados especialmente), entró a organizarse y regirse por el código del trabajo de 1931. Este Código... no institucionalizó las prácticas que el movimiento mutualista había desarrollado a lo largo del siglo, sino las ideas de equilibrio que la clase política civil y militar incubó después de 1920, no obstante la crisis económica que afectó a ese proyectó obligó a los trabajadores a manifestarse y realizar movilizaciones que excedieron los límites de esa organicidad.